# Treasure Lake
Treasure Lake es un lugar designado por el censo ubicado en el condado de Clearfield en el estado estadounidense de Pensilvania. En el año 2000 tenía una población de 4,507 habitantes y una densidad poblacional de 151 personas por km².

## Geografía
Treasure Lake se encuentra ubicado en las coordenadas 41°10′5″N 78°43′16″O / 41.16806, -78.72111.